# Auxétisme
L'auxétisme (du grec auxein, s'étendre) est le fait, pour un matériau, de posséder un coefficient de Poisson négatif. La théorie des matériaux isotropes autorise un coefficient de Poisson compris entre −1 et 0,5. Les matériaux auxétiques se regroupent pour l'instant en trois catégories :
- des cristaux, comme les zéolithes ou la silice 2D, qui manifestent des propriétés auxétiques à l'échelle microscopique[réf. souhaitée], ou encore le sélénium, le tellure, le formate de calcium, le monohydrate de méthanol, etc.[1] ;
- des mousses[2], comme certaines mousses de polymère (ex : le téflon PTFE), qu'un traitement mécanique et thermique peut rendre auxétiques ;
- des fibres utilisées dans les matériaux composites.

## Origine structurale
Le fonctionnement s'explique au niveau microstructural : il ne s'agit pas d'une structure à nid d'abeilles, mais de cellules ré-entrantes, comme illustré ci-dessous :
Certaines configurations anisotropes atteignent un coefficient inférieur à −1.
Encore peu étudiés, ces matériaux pourraient avoir des applications notamment dans le bâtiment (leur structure les rend particulièrement résistants) ou dans la fabrication de filtres réglables. En effet, en associant cristaux piézo-électriques et auxétiques, on pourrait moduler la taille des pores du filtre.

## Exemples

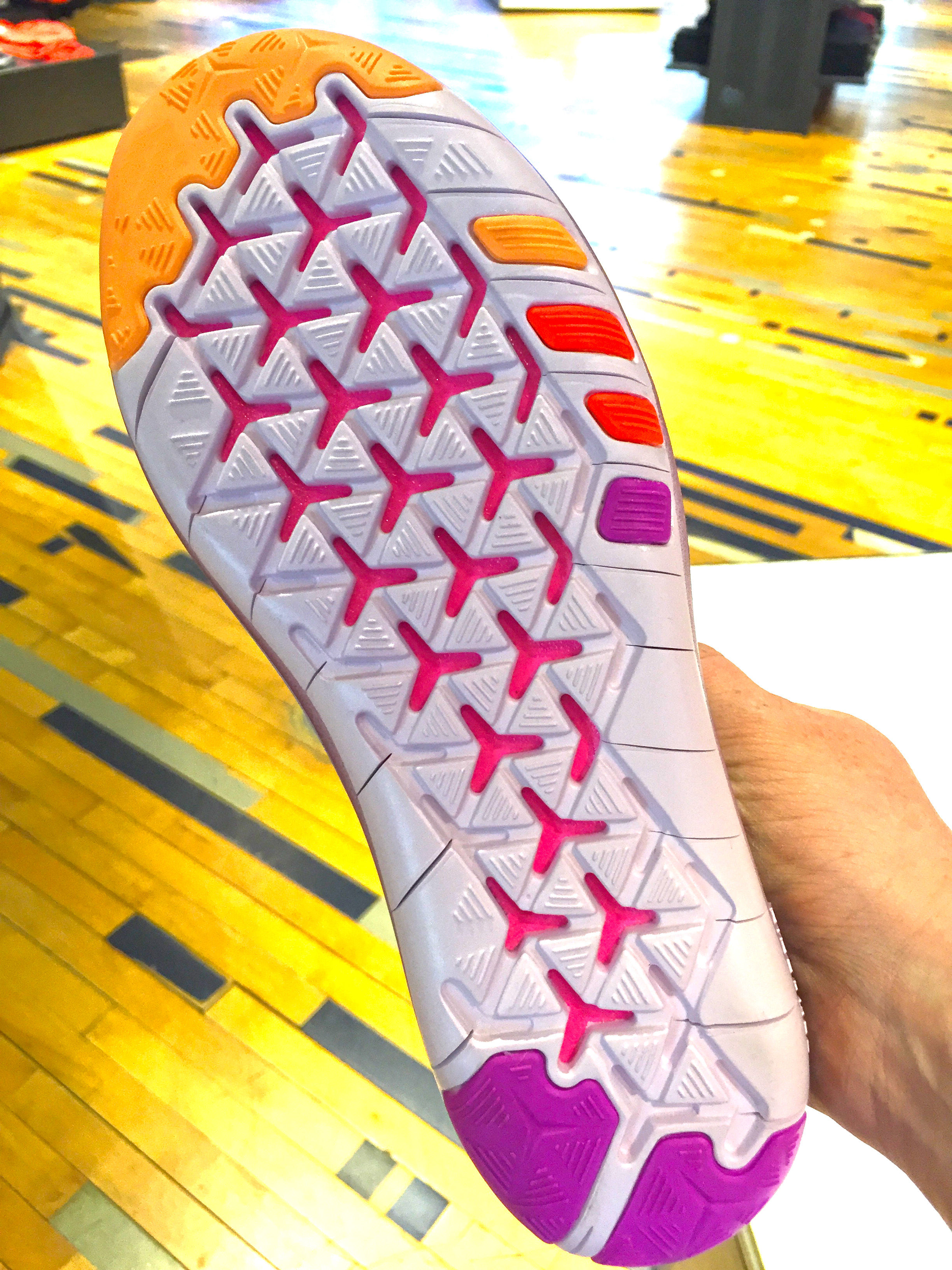
Dans les chaussures de sport, la conception d'une structure auxétique permet à la semelle de s’élargir pendant la marche ou la course, augmentant ainsi la flexibilité.

Voici quelques exemples de matériaux ou produits auxétiques :
- la mousse de polyuréthane auxétique[3],[4] ;
- la cristobalite-alpha[5] ;
- certaines roches et minéraux[6] ;
- le graphène, qui peut être rendu auxétique par l’introduction de défauts de lacune[7],[8] ;
- le tissu osseux vivant (bien que cela soit seulement soupçonné)[6] ;
- les tendons, dans leur amplitude de mouvement normale[9] ;
- quelques sortes de polymères polytétrafluoroéthylène tels que le Gore-Tex[10]
- plusieurs types de papier. Si un papier est étiré dans le sens du plan, il augmentera dans le sens de l'épaisseur en raison de la structure de son réseau[11],[12] ;
- plusieurs types de plis d'origami tels que la structure à plis en diamant (RFS), le Motif à chevron, le pliage de Miura[13],[14], et d'autres modèles périodiques de pliage dérivés de ceux-ci[15],[16] ;
- certaines structures macroscopiques conçues sur mesure pour avoir des ratios de Poisson particuliers[17],[18] ;
- certaines chaînes de molécules organiques. Des recherches récentes ont révélé que des cristaux organiques comme certains n-alcanes, ou similaires à ceux-ci, peuvent présenter un comportement auxétique[19] ;
- des tissus non tissés aiguilletés et traités. En raison de la structure de réseau de ces tissus, un protocole de traitement utilisant de la chaleur et de la pression peut convertir les tissus non-tissés ordinaires (non auxétiques) en matériaux auxétiques[20],[21] ;
- le liège a un coefficient de Poisson presque nul. Cela en fait un bon matériau pour sceller les bouteilles de vin[22].